# Božica
Božica (cirill betűkkel Божица, bolgárul Божица (Bozsicá)) egy falu Szerbiában, a Pcsinyai körzetben, Surdulica községben.

## Népesség
- 1948-ban 2 487 lakosa volt.
- 1953-ban 2 664 lakosa volt.
- 1961-ben 2 316 lakosa volt.
- 1971-ben 1 750 lakosa volt.
- 1981-ben 946 lakosa volt.
- 1991-ben 511 lakosa volt
- 2002-ben 333 lakosa volt,[1] akik közül 216 bolgár (64,86%), 93 szerb (27,92%), 5 jugoszláv, 1 horvát, 1 macedón, 5 ismeretlen.[2]